# 千葉県の観光地

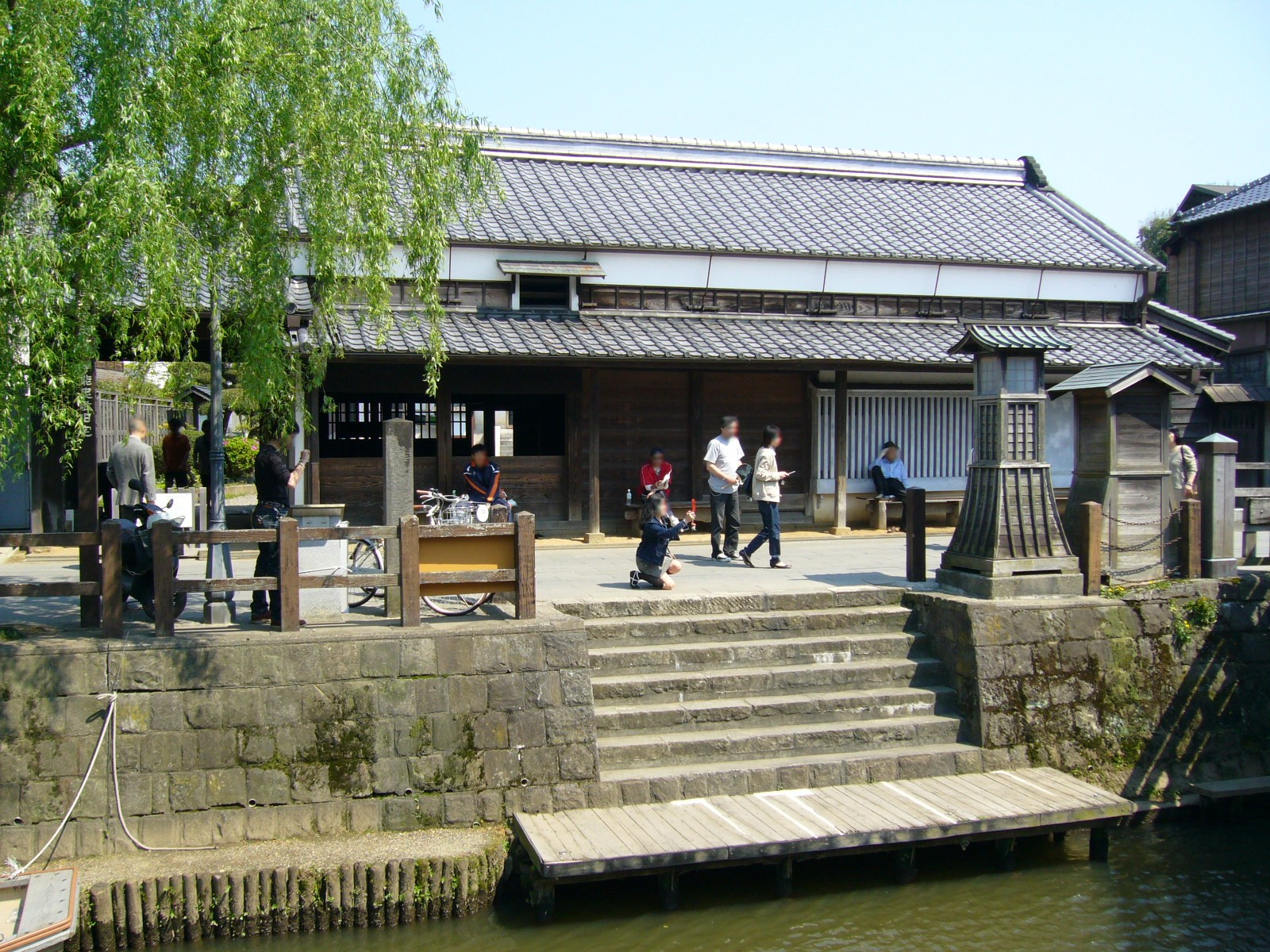
佐原（伊能忠敬旧宅）

千葉県の観光地（ちばけんのかんこうち）では、千葉県内の主要な観光地を掲載する。

## 対象別

### 文化財等

#### 国の名勝
- 高梨氏庭園（野田市）
- 旧徳川昭武庭園（戸定邸庭園）（松戸市）
- 旧堀田正倫庭園（佐倉市）
- 屏風ケ浦（銚子市）

- 旧徳川昭武庭園（戸定邸庭園）
- 旧堀田正倫庭園
- 屏風ケ浦

#### 重要伝統的建造物群保存地区
- 佐原（香取市）

- 佐原

#### 特別天然記念物
- 鯛の浦タイ生息地

- 鯛の浦タイ生息地

#### 重要文化財・史跡等
特別史跡
- 加曽利貝塚

- 香取神宮本殿
（重要文化財）
- 龍角寺古墳群
（国の史跡）
- 加曽利貝塚
（特別史跡）

#### 登録記念物
- 野田市市民会館（旧茂木佐平治氏）庭園
- 旧吉田氏庭園

#### 文化施設
博物館・美術館
水族館
- 鴨川シーワールド

- 千葉県立中央博物館
- 国立歴史民俗博物館
- 千葉県立美術館
- 鴨川シーワールド

#### その他
- 千葉県の神社一覧
- 千葉県の寺院一覧
- 千葉県の史跡一覧
- 千葉県の軍事史跡一覧
- ちば遺産100選
- 房総の魅力500選
- 千葉県の城

### 公園等

#### 国立・国定・国営公園
- 国定公園
  - 水郷筑波国定公園
  - 南房総国定公園

- 水郷筑波国定公園
（犬吠埼）
- 南房総国定公園
（鋸山）

#### ラムサール条約登録地域
- 谷津干潟

- 谷津干潟

#### 県立自然公園
- 県立養老渓谷奥清澄自然公園
- 県立九十九里自然公園
- 県立印旛手賀自然公園
- 県立高宕山自然公園
- 県立嶺岡山系自然公園
- 県立富山自然公園
- 県立大利根自然公園
- 県立笠森鶴舞自然公園

- 県立養老渓谷奥清澄自然公園
（養老渓谷）
- 県立富山自然公園
（富山）

#### 県立都市公園
- 羽衣公園
- 青葉の森公園
- 千葉県総合スポーツセンター
- 幕張海浜公園
- 行田公園
- 柏の葉公園
- 手賀沼自然ふれあい緑道
- 印旛沼公園
- 北総花の丘公園
- 蓮沼海浜公園
- 長生の森公園
- 館山運動公園
- 富津公園

- 幕張海浜公園
- 柏の葉公園
- 千葉県総合スポーツセンター
- 柏の葉公園

#### 大型公園・動物園・植物園・遊園地
大型公園
- 谷津バラ園（習志野市）
- 京成バラ園（八千代市）
- 21世紀の森と広場（松戸市）
- ふなばしアンデルセン公園 （船橋市）
- 東京都立八柱霊園（松戸市）
- 清水公園（野田市）
- 薬円台公園（船橋市）
- 我孫子谷津ミュージアム（我孫子市）
- あけぼの山公園・あけぼの山農業公園（柏市）
- 東邦大学薬学部附属薬用植物園（船橋市）
- 日本大学薬学部薬用植物園（船橋市）
- 我孫子市鳥の博物館（我孫子市）
- 貝柄山公園（鎌ケ谷市）
- 里見公園（市川市）
- 手賀の丘公園（柏市）
- 1号市川市霊園（市川市）
- 五本松公園（我孫子市）
- 東松戸ゆいの花公園（松戸市）
- 平岡自然公園（印西市）
- 船橋市立馬込霊園（船橋市）
- 千葉県花植木センター（成田市）
- 成田市さくらの山（成田市）
- 千葉公園（千葉市中央区）
- 稲毛海浜公園（千葉市美浜区）
- 千葉市花の美術館（千葉市美浜区）
- ちはら台公園（市原市）
- 千葉市昭和の森公園（千葉市緑区）
- 平和公園（千葉市若葉区）
- 幕張舟溜跡公園（千葉市花見川区）
- 花島公園（千葉市花見川区）
- 稲毛公園（千葉市稲毛区）
- 亥鼻公園（千葉市中央区）
- 羽衣公園（千葉市中央区）
- 富士見公園（千葉市中央区）
- 泉自然公園（千葉市若葉区）
- あすみが丘水辺の郷公園（千葉市緑区）
- おゆみ野#大規模公園（泉谷公園・有吉公園・大百池公園

千葉市緑区）
- 市原市能満墓園（市原市）
- 文化の森公園（市原市）
- 四街道総合公園（四街道市）
- 佐倉草ぶえの丘（佐倉市）
- 市原緑地運動公園（市原市）
- 橘ふれあい公園（香取市）
- 栗山川ふれあいの里公園（香取市）
- 城山公園（香取市）
- ふるさと自然公園/片貝施設地区（九十九里町）
- ふるさと自然公園（富里市）
- 八鶴湖公園（東金市）
- 雄蛇ケ池周辺園地（東金市）
- 真亀川総合公園（九十九里町）
- ふれあい坂田池公園（横芝光町）
- 芝山公園（芝山町）
- 小中池公園（大網白里市）
- 袖ケ浦公園（袖ケ浦市）
- ダチョウ王国（袖ケ浦市）
- 酒々井総合公園（酒々井町）
- 太田山公園（木更津市）
- 椿公園（いすみ市）
- マザー牧場（富津市）
- 高宕山自然動物園（富津市）
- 尼ヶ台総合公園・湿性植物園（長生村）
- 伊藤左千夫記念公園（山武市）
- さんぶの森公園（山武市）
- 蓮沼海浜公園（山武市）
- ファミリーパーク（館山市）
- 勝浦ぞうの楽園（勝浦市）
- 千葉県南房パラダイス（館山市）
- 太海フラワーセンター（鴨川市）
- 花の広場公園「花夢花夢」（南房総市）

- ふなばしアンデルセン公園
- 千葉公園
- ちはら台公園（古墳広場）

運動公園
- 千葉県総合スポーツセンター（千葉市稲毛区）
- キヤノンスポーツパークちば（千葉市若葉区）
- 犢橋公園・運動場（千葉市花見川区）
- 千葉美浜ふれあい広場（千葉市美浜区）
- 流山市総合運動公園
- 江戸川河川敷緑地グラウンド（流山市）
- じゅん菜池緑地・中国分スポーツ広場（市川市）
- 江戸川第二終末処理場福栄スポーツ広場（市川市）
- 国府台公園・市川市スポーツセンター（市川市）
- 第一調整池多目的運動広場（市川市）
- 市川市江戸川河川敷緑地（市川市）
- 船橋市立夏見総合運動公園（船橋市）
- 船橋市運動公園（船橋市）
- 法典公園グラスポ（船橋市）
- 松戸運動公園（松戸市）
- 江戸川古ケ崎河川敷スポーツ広場（松戸市）
- 江戸川河川敷主水グランド（松戸市）
- 松戸クリーンセンター内スポーツ施設（松戸市）
- 松戸中央公園（松戸市）
- 東部スポーツパーク（松戸市）
- 酒井根運動広場（柏市）
- 逆井運動場〈旧称・南部運動場〉（柏市）
- 富勢柏市総合運動場（柏市）
- 名戸ヶ谷運動広場（柏市）
- 鎌ケ谷市営陸上競技場・福太郎アリーナ（鎌ケ谷市）
- 中沢みんなのスポーツ広場（鎌ケ谷市）
- 気象台記念公園（我孫子市）
- 五本松公園・五本松運動場（我孫子市）
- つくし野多目的運動広場（我孫子市）
- 総合運動公園利根川ゆうゆう公園（我孫子市）
- 野田市江戸川河川敷運動広場（野田市）
- 関宿総合公園（野田市）
- 野田総合運動公園（野田市）
- 野田市スポーツ公園（野田市）
- 浦安市運動公園（浦安市）
- 高洲中央公園（浦安市）
- 秋津総合運動公園〈習志野市秋津球場・習志野市秋津公園サッカー場〉（習志野市）
- 袖ヶ浦運動公園（習志野市）
- 八千代総合運動公園（八千代市）
- 八千代台近隣公園（八千代市）
- スポーツの杜公園（八千代市）
- 四街道総合運動公園（四街道市）
- 中台運動公園プレイテック・スタジアム（成田市）
- 下総運動公園フレンドリーパーク（成田市）
- 大谷津運動公園（成田市）
- 白井運動公園（白井市）
- 松山下公園（印西市）
- 高花公園（印西市）
- 本埜スポーツプラザ（印西市）
- 印旛西部公園（印西市）
- 印旛中央公園（印西市）
- 牧の原公園・滝野公園（印西市）
- 水と緑の運動広場（栄町）
- 東金運動公園（東金市）
- 大網白里市総合運動公園（大網白里市）
- 睦沢町総合運動公園（睦沢町）
- 岩名運動公園（佐倉市）
- 上座総合公園（佐倉市）
- 染井野調整池広場（佐倉市）
- 豊里台スポーツ広場（銚子市）
- 小見川河川敷運動公園（香取市）
- 佐原河川敷緑地公園（香取市）
- 八幡公園（市原市）
- 大多喜B&G海洋センター運動広場多目的広場（大多喜町）
- 八街市スポーツプラザ（八街市）
- 袖ケ浦市営陸上競技場（袖ケ浦市）
- 江川総合運動場（木更津市）
- 八幡台中央公園（木更津市）
- 内みのわ運動公園（君津市）
- 君津緩衝緑地（君津市）
- 袖ケ浦市総合運動場（袖ケ浦市）
- 成東総合運動公園（山武市）
- 芝山町農業者トレーニングセンター・総合運動場（芝山町）
- 光しおさい公園（横芝光町）
- 光スポーツ公園（横芝光町）
- 総合スポーツセンター東総運動場（旭市）
- 萬歳自然公園・さくら台干潟工業団地スポーツ公園（旭市）
- 旭スポーツの森公園（旭市）
- 四街道総合公園（四街道市）
- 総合運動公園（大多喜町）
- 夷隅町文化とスポーツの森（いすみ市）
- 大原運動公園（いすみ市）
- 富津市民ふれあい公園（富津市）
- 富津みなと公園（富津市）
- 浅間山運動公園（富津市）
- 千倉総合運動公園（南房総市）
- 和田町コミュニティ運動広場（南房総市）
- 館山市民運動場（館山市）
- 県立館山運動公園（館山市）
- 鴨川市総合運動施設（鴨川市）

歴史公園
- 戸定が丘歴史公園（松戸市）
- 大谷口歴史公園（松戸市）
- 国分尼寺跡公園（船橋市）
- 鷺沼城跡公園（習志野市）
- 三里塚記念公園（旧宮内庁下総御料牧場 成田市）
- 姥山貝塚公園（市川市）
- 増尾城址公園（柏市）
- 旧吉田家住宅歴史公園（柏市）
- 根木内歴史公園（松戸市）
- 堀之内貝塚公園（市川市）
- 大原幽学遺跡史跡公園（旭市）
- 飛ノ台史跡公園（船橋市）
- 木曽義昌公史跡公園（旭市）
- 諏訪尾余緑地及び鏑木緑地保全地区（佐倉市）
- 佐倉城址公園（佐倉市）
- 加曽利貝塚公園（千葉市）
- 臼井城址公園（佐倉市）
- 有吉貝塚公園（千葉市）
- 犢橋貝塚公園（千葉市）
- 城山公園（館山市）
- 横利根閘門ふれあい公園（香取市）
- 勝浦城（八幡岬公園・勝浦市）

庭園
- 上花輪歴史館高梨氏庭園（野田市）
- 野田市市民会館（旧茂木佐平治氏庭園）
- あけぼの山農業公園内日本庭園（柏市）
- 柏の葉公園内日本庭園・松柏亭（柏市）
- 旧吉田氏庭園（柏市）
- 市川緑地公園・登竜庵庭園
- レストランDoctore日本庭園（鎌ケ谷市）
- 旧徳川昭武松戸別邸(戸定邸)庭園（松戸市、県指定名勝、建物は国の重要文化財）
- 本土寺あじさい庭園（松戸市）
- 千葉大学園芸学部内庭園（松戸市）
- 成田エクセルホテル東急日本庭園
- 成田山公園（成田市）
- 新勝寺鼠田山公園（成田市）
- プロモ大栄カントリー倶楽部（成田市）
- 一茶双樹記念館庭園（流山市）
- 流山寺庭園（流山市）
- 流山総合運動公園内庭園（流山市）
- 旧秋元家庭園（流山市）
- 市川市じゅん菜池公園茶室登竜庵庭園（市川市）
- 南行徳公園内庭園（市川市）
- 広尾防災公園バラ園（市川市）
- 式場病院バラ園（市川市国府台）
- 須和田公園バラ園/郭沫若旧宅（市川市）
- 徳願寺庭園（市川市）
- 法善寺庭園（市川市）
- 中山文化村清華園（市川市）
- 妙行寺庭園（船橋市）
- 正延寺庭園（船橋市）
- 行田公園内日本庭園（船橋市）
- 佛法寺庭園（白井市）
- 松下電器産業さくら広場（習志野市）
- 梅林園（習志野市）
- 日立総合経営研修所庭園（我孫子市）
- 八千代市文化伝承館日本庭園
- シェラトン・グランデ・トウキョウベイホテル&タワーズ庭園空間（浦安市）
- 東京ディズニーランドホテル庭園空間（浦安市）
- 大蓮寺庭園（浦安市）
- 見浜園（千葉市美浜区）
- 稲毛海浜公園内稲毛記念館海星庵庭園（千葉市美浜区）
- 旧愛新覚羅溥傑仮寓千葉市ゆかりの家・いなげ（千葉市稲毛区）
- 旧神谷別荘・市民ギャラリーいなげ千葉市民ギャラリー（千葉市稲毛区）
- 千葉県立幕張海浜公園・松籟亭（しょうらいてい）庭園（千葉市美浜区）
- 亥鼻公園内千葉市郷土博物館（千葉城）いのはな亭庭園（千葉市中央区）
- 東漸寺庭園（千葉市中央区）
- 満蔵寺別院庭園（千葉市中央区）
- 千葉市中央公園・好日亭庭園（千葉市中央区）
- 茶の湯の里庭園（千葉市緑区）
- 茶道館庭園（千葉市稲毛区）
- 三井ガーデンホテル庭園（千葉市中央区）
- 千葉市中田都市農業交流センター（千葉市若葉区）
- 千葉市中央コミュニティセンター松波分室旧大木邸庭園（千葉市中央区）
- 旧堀田邸さくら庭園（佐倉市、県重要文化財）
- 旧武居家住宅武家屋敷（佐倉市）→武家屋敷通り (佐倉市)
- 旧但馬家住宅武家屋敷（佐倉市）→武家屋敷通り (佐倉市)
- 旧河原家住宅武家屋敷（佐倉市）→武家屋敷通り (佐倉市)
- 佐倉市城址公園・三逕亭庭園
- 日本寺庭園（鋸南町）
- 木更津富士屋季眺日本庭園
- 魚眠庵マルキ日本庭園（鴨川市）
- 渓谷別庭もちの木庭園（大多喜町）
- ホテルニュー大新自然庭園（銚子市）
- 浜屋ホテル庭園（銚子市）
- 茶事懐石・鶴の茶寮庭園（東金市）
- 料亭・八鶴亭庭園（東金市）
- 伊藤左千夫生家・唯真閣庭園（山武市・歴史民俗資料館）
- 松山庭園美術館庭園（匝瑳市）
- 東京ドイツ村ローズガーデン（袖ケ浦市）
- ドリプレ・ローズガーデン（君津市）
- レイクウッズガーデンバラ園（茂原市）
- 服部農園あじさい屋敷（茂原市）
- 大原町椿の里/大原町椿公園（いすみ市）
- 坂田城跡（横芝光町）
- 阿玉台貝塚梅林（香取市）
- 花野辺の里（勝浦市）
- 鴨川イングリッシュガーデン・らん花園
- ハーブアイランド（夷隅郡大多喜町）
- 観光温室 夢の花かん（南房総市）
- ローズマリー公園（南房総市）

県民の森
- 千葉県立館山野鳥の森
- 内浦山県民の森
- 大多喜県民の森
- 千葉県立清和県民の森（君津市）
- 東庄県民の森
- 船橋県民の森

緑道
- 新宿緑道（千葉市中央区）
- おゆみ野#遊歩道・緑道（歩行者専用道路）（千葉市緑区）
- 中野久木緑道（流山市）
- 成田ニュータウン内「緑道」
- 茜浜緑地の茜浜緑道（習志野市）
- 新井緑道（市川市）
- 福栄緑道（市川市）
- 秋津緑道（習志野市）
- 香澄緑道（習志野市）
- ユーカリが丘緑道（佐倉市）
- 若葉緑道（美浜区）
- 富士見緑道（茂原市）
- 北五井緑道（市原市）

県立自然公園施設
- いすみ環境と文化のさとセンター
- 片貝自然公園（九十九里町）
- 勝浦海中公園
- 上永井自然公園（旭市）
- あいねすと（市川市）
- 白子自然公園
- 大房岬自然公園（南房総市）

港湾環境整備施設
- 検見川の浜（千葉市美浜区）
- 千葉ポートパーク（千葉市中央区）
- 蘇我寒川緑地（千葉市中央区）
- 袖ケ浦海浜公園（袖ケ浦市）

動物園・植物園・遊園地
- 千葉市都市緑化植物園（千葉市中央区）
- 千葉県立中央博物館生態園（千葉市中央区）
- 東京大学大学院農学生命科学研究科附属緑地植物実験所（千葉市花見川区）
- 東京大学大学院薬学系研究科附属薬用植物園（千葉市花見川区）
- 千葉市動物公園（千葉市若葉区）
- 市原ぞうの国
- 万葉植物園（市川市）
- 市川市動植物園
- 大慶園（市川市）
- 東京ディズニーランド（浦安市）
- 東京ディズニーシー（浦安市）
- もりのゆうえんち（野田市）
- 水郷佐原あやめパーク（香取市）
- 東京ドイツ村（袖ケ浦市）
- 千葉こどもの国キッズダム（市原市）
- ターザニア（長柄町）

- 千葉市動物公園
- 東京ドイツ村

#### 恋人の聖地
- 石のまち 金谷
- 鏡ヶ浦から富士の見えるまち 館山
- 京成バラ園
- 千葉ポートタワー
- 中の島大橋

- 京成バラ園
- 千葉ポートタワー
- 中の島大橋

### 祭事
下総地区
- 栢田仁組獅子舞（匝瑳市、1月8日、千葉県指定無形民俗文化財）
- 飽富神社の筒粥（匝瑳市・1月14・15日）
- 坂戸の念仏（佐倉市・1月18日）
- 鰭ケ崎のオビシャ（流山市、1月20日）
- 北之幸谷の獅子舞（東金市、初午）
- 水神社永代大御神楽（旭市、2月第1日曜）
- 西ノ下の獅子舞（九十九里町、旧暦7日）
- 中野木の辻切り（船橋市中野木、2月最初の午の日）
- 奈土のオビシャ（成田市・磐裂神社、2月13日）
- 神保ばやし（船橋市神保町、須賀神社、2月13日と7月24日）
- 六座念仏の称念仏通り（印西市、2月15日）
- 和良比の裸祭り（四街道市、2月25日）
- 天道念仏（船橋市八木が谷、3月15日）
- 熊野神社の神楽（旭市清和乙・熊野神社、3月21日）
- 鎌数の神楽（旭市鎌数・鎌数伊勢大神宮、3月27日・28日）
- 東金桜まつり（東金市・八鶴湖周辺、3月下旬から4月上旬の約2週間）
- 取香の3番叟（成田市取香・側高神社、4月1日）
- 成田のおどり花見（成田市成田、4月3日）
- 笹川の神楽（東庄町笹川・諏訪神社、4月5日）
- 倉橋の弥勒3番叟（東庄町宮本・東大社、4月8-4月10日）
- おらんだ楽隊（香取市香取・香取神宮、4月14・15日・11月30日の大饗祭）
- 鳥見神社の獅子舞（印西市平岡・鳥見神社、5月3日）
- 八重垣神社祇園祭（匝瑳市、8月4日〜8月5日）
- 大潮祭り（銚子市、旧暦6月15日夜-16日未明）
- 本宿祇園祭（香取市佐原・7月10日以降の金曜から日曜）
- 野田のつく舞（野田市野田・須加神社・7月15日）
- 墨獅子舞（印旛郡酒々井町・7月15日）
- 多古のしいかご舞（香取郡多古町・八坂神社 7月25日-26日）
- 鬼来迎（山武郡横芝光町虫生・広済寺、8月16日）
- 浦安三社祭（浦安市、4年間隔・次回は2016年）
- 成田祇園祭（成田市）
- 藤まつり（銚子市）
- 小見川祇園祭（香取市）
- 葛飾八幡の農具市（市川市、葛飾八幡宮、9月15日〜20日）
- 式年神幸祭（旭市・熊野神社、10月3-5日前後）
- 新宿秋祭り（香取市・10月第2土曜日を中日とする金曜、土曜、日曜日）
- 佐倉の提灯祭り（佐倉市鏑木・麻賀多神社・10月10日-12日・10日前後の金-日曜日）
- 飯岡の芋念仏（旭市下永井・花蔵院ほか、10月11日）
- 神崎寺火渡り修行（神崎町、10月13日）
- 鳥見神社の神楽（印西市中根・鳥見神社、10月17日）
- 松戸神社例大祭（松戸市、10月18日）
- 銚子産業まつり（銚子市、10月26日）
- 関宿城まつり（野田市・10月26日）
- 房総のむら江戸時代フェスティバル（栄町・10月4日-11月30日）
- 房総のむら秋まつり（栄町・11月2日-3日）
- 千葉市民産業まつり（千葉市・11月2日-3日）
- 下総三山の七年祭り（船橋市、二宮神社、7年間隔・次回は2009年11月2日〜5日）
- 芝山はにわ祭り（芝山町-11月9日）
- 三番瀬フェスタ（船橋市）
- 成田山公園紅葉まつり（成田市・11月9日・11月15日-16日・11月22日-24日）
- 海上産業まつり（旭市・11月23日）
- 浅間神社の神楽（千葉市・11月23日）
- 栗源のふるさといも祭（香取市・11月16日）
- 菅原大神の秋の例祭（銚子市・11月25日）

上総地区
- 梵天立て（木更津市、1月7日）
- 飽富神社の筒粥（袖ヶ浦市・飽富神社、1月14日・15日）
- かつうらビッグひな祭り（勝浦市、遠見岬神社、春）
- 玉前神社の神楽（一宮町一宮・玉前神社、4月13日）
- 鹿野山のはしご獅子舞（君津市鹿野山・白鳥神社、4月28日）
- 節句の凧揚げ（一宮町一宮・玉前神社、5月5日）
- 東金ばやし（東金市大豆谷・日吉神社、7月第4土日）
- 鵜原の大名行列（勝浦市鵜原・八坂神社、7月第4土曜）
- 柳楯神事（市原市市原・飯香岡八幡宮、旧暦8月15日）
- 茂原七夕まつり（茂原市）
- 御旗織りの行事（山武市成東町白幡・白幡八幡神社、旧暦の9月1・6・8日）
- おんじゅく伊勢えびまつり（御宿町・9月1日-10月31日）
- 勝浦大漁まつり（勝浦市・9月敬老の日を最終日とする4日間）
- 上総十二社祭り（一宮町・9月13日）
- 吾妻神社馬だしまつり（富津市の吾妻神社、岩瀬海岸・9月17日）
- 大原はだか祭り（いすみ市、9月23日〜24日）
- 中根六社祭り（いすみ市八幡神社・9月25日）
- 大多喜お城まつり（大多喜町・9月26日-28日）
- 吉保八幡の流鏑馬神事（鴨川市仲・吉保八幡、9月28日）
- 三島棒術・羯鼓舞（君津市・9月28日）
- 證誠寺の狸まつり（木更津市・10月18日）
- 岩沼の獅子舞（長生郡長生村岩沼・皇産霊神社、10月19日前後）
- 久留里城祭り（君津市・10月26日）
- 上総まほらば祭（市原市・10月31日-11月2日）
- 茂原産業祭り（茂原市・11月3日）
- 市原市農林業まつり（市原市・11月8日-9日）
- 養老渓谷もみじまつり（大多喜町・11月23日）
- もみじフェスタin志駒（富津市・11月30日）
- だんご祭り（香取市香取・香取神宮、12月7日）
- 山倉の鮭祭り（香取市山倉・山倉大神、12月第1日曜）
- 納め札御焚き上げ紫燈大護摩供（成田市成田・新勝寺、12月28日）

安房地区
- 増間の御的神事（南房総市・日枝神社、2月26日・3月1日）
- 白間津のオオマチ（南房総市千倉町白間津・日枝神社7月23日-25日）
- 加茂の八朔（南房総市加茂・加茂神社、8月1日-2日）
- 北風原の鞨鼓舞（鴨川市北風原・春日神社・愛宕神社、8月の第4日曜日）
- 鶴谷八幡宮例大祭（館山市・9月13日-14日）
- 安房やわたんまち（館山市八幡・鶴谷八幡神社・9月14日-16日）
- きょなん「クジラの都まつり」（館山市・鋸南町・10月14日）
- 庖丁儀式（南房総市、高家神社、10月17日と11月23日）
- 平群天神社祭礼（南房総市・10月18日）
- 南総里見祭り（館山市・10月19日）
- 七つ子参り（鴨川市・11月12・13日）
- おおぐらいまち（富津市大田和・11月22・23日）
- 「棚田の灯り」幻想の大山千枚田（鴨川市・10月24日-26日）
- いきいき千倉産業まつり（南房総市・11月30日）
- ししきりまち（富津市清和市場・諏訪神社・12月5日）

## 地域別

### 北西部地域

#### 葛南
- 船橋市 - ららぽーとTOKYO-BAY、ふなばしアンデルセン公園、金蔵寺、船橋競馬場、船橋アリーナ、意富比神社、ふなばし三番瀬海浜公園、下総三山の七年祭り、神保ばやし、ふなばしミュージックストリート
- 市川市 - 市川市動植物園、ニッケコルトンプラザ、江戸川、アイ・リンクタウン展望施設、弘法寺、フィールドアスレチック ありのみコース、市川考古博物館、千葉県立現代産業科学館、法華経寺、里見公園、市川歴史博物館、葛飾八幡宮、あいねすと、市川市民納涼花火大会
- 習志野市 - 谷津干潟、谷津バラ園、旧大沢家住宅、菜々の湯、千葉県国際総合水泳場、さくら広場、香澄公園、カンドゥー幕張新都心、習志野きらっと
- 八千代市 - 京成バラ園、新川遊歩道、道の駅やちよ
- 浦安市 - 東京ディズニーランド、東京ディズニーシー、イクスピアリ、浦安市郷土博物館、浦安市交通公園、浦安市運動公園、舞浜アンフィシアター、旧宇田川家住宅、MONA新浦安、旧大塚家住宅、浦安三社祭

- 葛飾八幡宮
- 里見公園
- 浦安市郷土博物館
- 金蔵寺

#### 東葛飾
- 松戸市 - 本土寺、21世紀の森と広場、戸定邸、矢切の渡し、松戸神社、東漸寺、東京都立八柱霊園、常盤平さくら通り、野菊の墓文学碑
- 野田市 - 愛宕神社、清水公園、キッコーマンもの知りしょうゆ館、鈴木貫太郎記念館、千葉県立関宿城博物館、野田のつく舞
- 柏市 - あけぼの山公園、手賀沼、柏の葉公園、柏神社、柏公園、手賀の丘公園、柏の葉T-SITE、東海寺、道の駅しょうなん、柏まつり、柏おどり、手賀沼花火大会
- 流山市 - 赤城神社、諏訪神社、一茶双樹記念館、近藤勇陣屋跡、利根運河
- 鎌ケ谷市 - 鎌ヶ谷大仏、さわやかプラザ軽井沢、ファイターズ鎌ケ谷スタジアム
- 我孫子市 - 手賀沼、志賀直哉別荘跡、滝不動、我孫子市鳥の博物館、手賀沼花火大会、ジャパン・バード・フェスティバル

- 野菊の墓文学碑
- 我孫子市鳥の博物館
- 清水公園
- 利根運河

### 北東部地域

#### 印旛
- 佐倉市 - 愛宕神社、佐倉城址、国立歴史民俗博物館、DIC川村記念美術館、佐倉ふるさと広場、甚大寺、佐倉市立美術館、旧堀田邸、重願寺、宗圓寺、臼井城址、旧佐倉藩武家屋敷群、佐倉順天堂記念館、印旛沼サンセットヒルズ、佐倉市民花火大会、佐倉の秋祭り
- 四街道市 - めいわガス灯通り、四街道市産業まつり
- 白井市 - 薬王寺、白井市民プール
- 印西市 - 印旛沼、アジアンSOLA SPA牧の原モア温泉、北総花の丘公園、小林牧場、吉高の大桜、ほくそう春まつり
- 成田市 - 成田山新勝寺、成田山公園、成田山表参道、成田市さくらの山・空の駅さくら館、成田ゆめ牧場、印旛沼、成田市公設地方卸売市場、成田羊羹資料館、成田観光館、坂田ヶ池総合公園、ユアエルム成田、宗吾霊堂、成田の命泉 大和の湯、成田祇園祭、NARITA花火大会in印旛沼
- 八街市 - 八街大祭
- 富里市 - 富里温泉
- 酒々井町 - 酒々井プレミアム・アウトレット、酒々井ちびっこ天国、本佐倉城址
- 栄町 - 千葉県立房総のむら

- 佐倉ふるさと広場
- 成田山新勝寺
- 北総花の丘公園

#### 香取
- 香取市 - 香取神宮、佐原の町並み、伊能忠敬旧宅、樋橋、城山公園、道の駅・川の駅水の郷さわら、道の駅くりもと、水郷佐原あやめパーク、水郷佐原あやめ祭り、佐原の大祭、小見川祇園祭、水郷おみがわ花火大会、香取神宮御田植祭
- 神崎町 - 神崎神社、道の駅発酵の里こうざき
- 多古町 - 大師堂、雷電神社、椿神社、八坂神社、春日神社、日本寺、道の駅多古、しいかご舞
- 東庄町 - 延命寺

- 城山公園
- 香取神宮拝殿と、大祓の茅の輪

#### 海匝
- 銚子市 - 犬吠埼・犬吠埼灯台、銚子電鉄、地球の丸く見える丘展望館、銚子ポートタワー・ウォッセ21、ヒゲタ醤油・ヤマサ醤油などの醤油工場、銚子セレクト市場、満願寺、屛風ヶ浦、外川の街並み、君ヶ浜しおさい公園、利根川、銚子漁港、円福寺、銚子大橋、銚子マリーナ海水浴場
- 旭市 - 刑部岬、いいおかみなと公園、大原幽学記念館・記念公園、道の駅季楽里あさひ、太田のエンヤーホー
- 匝瑳市 - 飯高壇林、天神山公園、円實寺の大ツツジ、龍頭寺の大ふじ

- 銚子ポートタワー
- 刑部岬
- 飯高壇林

### 県中央部地域

#### 千葉・市原
- 千葉市
  - 中央区 - 千葉ポートタワー・千葉ポートパーク、千葉市科学館、青葉の森公園、千葉神社、千葉公園、千葉城址・千葉市立郷土博物館、フクダ電子アリーナ、千葉市美術館、千葉県立中央博物館、千葉県立美術館、オーロラモールジュンヌ、千葉寺
  - 花見川区 - こてはし温水プール、花島公園
  - 稲毛区 - 稲毛浅間神社、千葉市ゆかりの家・いなげ
  - 若葉区 - 千葉市動物公園、加曽利貝塚、泉自然公園
  - 緑区 - ホキ美術館、千葉市昭和の森公園
  - 美浜区 - 三井アウトレットパーク 幕張、幕張メッセ、イオンモール幕張新都心、プレナ幕張、幕張海浜公園、稲毛海浜公園（見浜園など）、ZOZOマリンスタジアム、千葉市花の美術館、カンドゥー幕張新都心、アクアリンクちば
- 市原市 - 市原ぞうの国、小湊鉄道、千葉こどもの国キッズダム、高滝湖、養老渓谷・養老渓谷温泉、大福山、市原市海づり施設、千葉セクション、市原天然温泉 江戸遊、鶴舞公園、道の駅あずの里いちはら

- 千葉ポートタワー
- 幕張海浜公園
- 稲毛浅間神社
- 市原ぞうの国

#### 山武
- 東金市 - 雄蛇ヶ池、八鶴湖、道の駅みのりの郷東金、東金やっさまつり、東金桜まつり
- 山武市 - 常福寺、長徳寺、蓮沼海浜公園、真光寺、宝積寺、安房神社、六所神社、道の駅オライはすぬま
- 大網白里市 - 小中池、白里海水浴場
- 芝山町 - 航空科学博物館、風和里しばやま、芝山はにわ祭
- 九十九里町 - 片貝海水浴場、九十九里ふるさと自然公園センター
- 横芝光町 - 鬼来迎

- 八鶴湖
- 蓮沼海浜公園

#### 長生
- 茂原市 - 茂原掩体壕群、茂原公園、服部農園あじさい屋敷、レイクウッズガーデンひめはるの里、茂原七夕まつり
- 一宮町 - 九十九里浜、玉前神社、一宮海水浴場、釣ヶ崎海岸
- 睦沢町 - 睦沢町立歴史民俗資料館、むつざわスマートウェルネスタウン・道の駅・つどいの郷
- 白子町 - 白子温泉、ガーベラ団地、中里海水浴場
- 長生村 - スパ&リゾート九十九里 太陽の里、一松海水浴場、尼ヶ台総合公園
- 長柄町 - 生命の森リゾート、長柄ダム、道の駅ながら
- 長南町 - 笠森観音

- 白子温泉

#### 夷隅
- 勝浦市 - 勝浦海中公園、勝浦朝市、鵜原理想郷、守谷海水浴場、興津海水浴場、尾名浦、海の博物館、おせんころがし、勝浦宇宙通信所、八幡岬、勝浦つるんつるん温泉、鵜原海水浴場、勝浦海水浴場、かつうらビッグひな祭り、勝浦大漁まつり
- いすみ市 - 平和の鐘、太東岬、大原はだか祭り
- 大多喜町 - 養老渓谷、いすみ鉄道、粟又の滝、大多喜城
- 御宿町 - 月の沙漠記念館、日西墨三国交通発祥記念之碑、十王堂、御宿の朝市、御宿海岸（岩和田海水浴場など）

- 守谷海水浴場
- 太東岬

### 南部地域

#### 君津
- 木更津市 - 三井アウトレットパーク 木更津、海ほたるパーキングエリア、光明寺、中の島・中の島大橋、WILD BEACH SEASIDE GLAMPING PARK、湯の郷かずさ、太田山公園、證誠寺、木更津かんらんしゃパーク キサラピア、高蔵寺、八剱八幡神社、牛込海岸、長楽寺、きみさらずタワー、木更津海岸、金田海岸、道の駅木更津 うまくたの里、木更津港まつり、中島の梵天立て、やっさいもっさい
- 君津市 - 亀山湖、濃溝の滝、久留里城址、日本製鉄東日本製鉄所君津地区、鹿野山・九十九谷展望公園、ロマンの森共和国、イレブンオートキャンプパーク、七里川温泉、道の駅ふれあいパーク・きみつ
- 富津市 - マザー牧場、鋸山、鋸山ロープウェー、東京湾観音、富津海岸、富津公園、富津岬、高宕山自然動物園、新舞子海岸、富津市民花火大会
- 袖ケ浦市 - 東京ドイツ村、袖ケ浦公園、森のまきばオートキャンプ場、ダチョウ王国

- 東京湾アクアラインと海ほたるパーキングエリア
- マザー牧場
- 亀山湖

#### 安房
- 館山市 - 房総フラワーライン、砂山、安房神社、大福寺、“渚の駅”たてやま、館山城址、洲崎神社、沖ノ島海水浴場、洲埼燈台、那古寺、安房自然村、館山海軍航空隊 赤山地下壕跡、道の駅南房パラダイス・アロハガーデンたてやま、北条海水浴場、萬徳寺、平砂浦海岸、海中観光船たてやま号、波左間海水浴場、館山ファミリーパーク、洲崎のミノコオドリ
- 鴨川市 - 鴨川シーワールド、大山千枚田、誕生寺、鯛の浦、清澄寺、愛宕山、鴨川松島、みんなみの里、魚見塚展望台、仁右衛門島、四方木不動滝、内浦山県民の森、妙蓮寺、前原海岸、城崎海水浴場、道の駅鴨川オーシャンパーク、鴨川合同祭
- 南房総市 - 野島崎、野島埼灯台、厳島神社、白浜海岸、小松寺、千葉県嶺岡乳牛試験場・酪農のさと、岩井海岸、高家神社、千倉オレンジセンター、白浜温泉、白浜フラワーパーク、大房岬、富山、岡本城址、千倉の花畑、延命寺、根本マリンキャンプ場、和田浦海岸、南千倉海水浴場、名倉海水浴場、白間津のお花畑、道の駅ちくら・潮風王国、道の駅富楽里とみやま、道の駅ローズマリー公園、道の駅和田浦WA・O!、道の駅三芳村、道の駅白浜野島崎、道の駅とみうら、道の駅おおつの里
- 鋸南町 - 鋸山、日本寺・日本寺大仏、ばんやの湯、佐久間ダム、をくづれ水仙郷、江月水仙ロード、保田妙本寺、道の駅保田小学校、道の駅きょなん

- 那古寺
- 仁右衛門島
- 野島埼灯台